# Elena Risteska
Elena Risteska, macedón: Елена Ристеска, (Szkopje, 1986. április 27. –). A 2006-os Eurovíziós Dalfesztiválon Észak-Macedóniát képviselte Ninanajna című dalával, mellyel 12. helyen végzett.
Alkalmanként dalszerző is, olyan előadóknak írt már, mint például a 4Play, Lambe Alabakoski és Aleksandra Pileva, Maja Sazdanovska, Robert Bilbilov, Verica Pandilovska, Adnan, Emil és Anja Veterova.
Részt vett a Your Face Sounds Familiar szerb verziójának második évadában, ahol Beyoncé szerepében második helyezést ért el.

## Élete

### Fiatalkora
Risteska Szkopje városában született 1986. április 27-én az akkor még Macedón Szocialista Szövetségi Köztársaságnak nevezett Észak-Macedóniában. Már korán érdeklődést mutatott a művészetek, leginkább a zene iránt, ezt édesanyjától örökölte. 1994-ben csatlakozott a "Kočo Racin" nevű néptánc- és dalklubhoz. Csatlakozott az iskolai színjátszókörhöz, és elkezdett énekelni az iskolai kórusban. A néptáncklubbal együtt Bulgáriába ment turnéra. 1998-ban számos versenyen vett részt, és számos helyi, országos és nemzetközi díjat nyert. 2000-ben Risteska ismét Bulgáriában turnézott a néptáncklubbal.

### Profi kezdés
Hazájában úgy vált híressé, hogy részt vett a “Play – Search For A Star” zeneközpontú televíziós valóságshow-ban, amelyet meg is nyert. Debütáló single-je, az "Ona Drugoto" slágerré vált Észak-Macedóniában, amelynek eredményeként egy egész albumot is megjelentetett Ден и Ноќ néven. Ennek sikerét követően áttörte az ország határait is, és külföldön kezdte reklámozni magát. 2004-ben fellépett a brassói Golden Stag Fesztiválon, 2005-ben pedig a "Ni na nebo, ni na zemja" című dalát adta elő a montenegrói Herceg Noviban megrendezett Sunčane Skale zenei fesztiválon. Zenei videóját az MTV Adria sugározta, és népszerűsége tovább nőtt.

## Kislemezei
| Év   | Cím                     | Album     |
| ---- | ----------------------- | --------- |
| 2002 | Ona drugoto             | Den i noć |
| 2003 | Rai i pekol             | Den i noć |
| 2003 | Den i noć               | Den i noć |
| 2003 | Ne sakam da krijam      | Den i noć |
| 2004 | Pobeda za nas 1         |           |
| 2006 | Ninanajna 2             | 192       |
| 2006 | Esen vo mene            | 192       |
| 2006 | Ni na nebo, ni na zemja | 192       |
| 2006 | Ljubav nije za nas 3    | Milioner  |
| 2007 | Milioner                | 192       |
| 2007 | Nekade daleku           | 192       |
| 2012 | Opasno vreme            |           |

1 Elena Risteska & Emil Arsov

2 Teilnahme am Eurovision Song Contest 2006

3 Regina featuring Elena Risteska